# Alzina (Sant Esteve de la Sarga)
Alzina és un poble del terme municipal de Sant Esteve de la Sarga, a la comarca del Pallars Jussà.
Està situat a la meitat oriental de la vall, però a prop de la població central i cap del municipi. És un dels anomenats pobles de la Faixa.
Entrant a la Faixa des de llevant, és el tercer poble que es troba, després d'Estorm i Moror. És a ponent del barranc de la Mulla, enlairat al vessant sud-est de la Serra d'Alzina. És accessible per una curta pista de 500 metres, asfaltada, que surt de la pista que recorre la Faixa des de Guàrdia de Noguera fins al Pont de Montanyana.
Havia pertangut als extensos dominis de la pabordia de Mur. Tingué ajuntament propi entre 1812, quan es constituí seguint les indicacions de la Constitució de Cadis i febrer del 1847, quan foren suprimits els ajuntaments que tenien menys de 30 veïns (caps de família).
La seva església parroquial, dedicada a la Santa Creu és romànica. Fou parròquia, però, només des del 1904, ja que abans era una sufragània depenent de Sant Miquel de Moror.
En el fogatge del 1359, el poble d'Olsina apareix dins de la Vegueria del Pallars, amb 4 focs (uns 20 habitants). En el del 1553 hi consten 3 focs (uns 15 habitants). El 1718 hi consten 45 habitants, i el 1831, 130. El senyoriu en aquell moment corresponia al Duc d'Híjar i a N. d'Oliver. El 1900, en la Geografia de Francesc Carreras Candi es diu que Alzina té 55 edificis, amb 123 habitants, que el 1960 ja eren tan sols 90, 51 el 1970 i 44 el 1981. En l'actualitat (cens del 2006), hi consten 15 persones.
La Festa Major se celebra el segon dissabte d'agost, tot i que la festa patronal de la parròquia és el 14 de setembre, dia de l'Exaltació de la Santa Creu.
Els alzinencs solien acudir massivament als aplecs dels entorns: el de Mur, que actualment se celebra el primer diumenge de maig, el d'Arbul, el de Fabregada i, tot i que ja no se celebra amb el lluïment d'abans, al de l'Hostal Roig i Sant Salvador del Bosc.

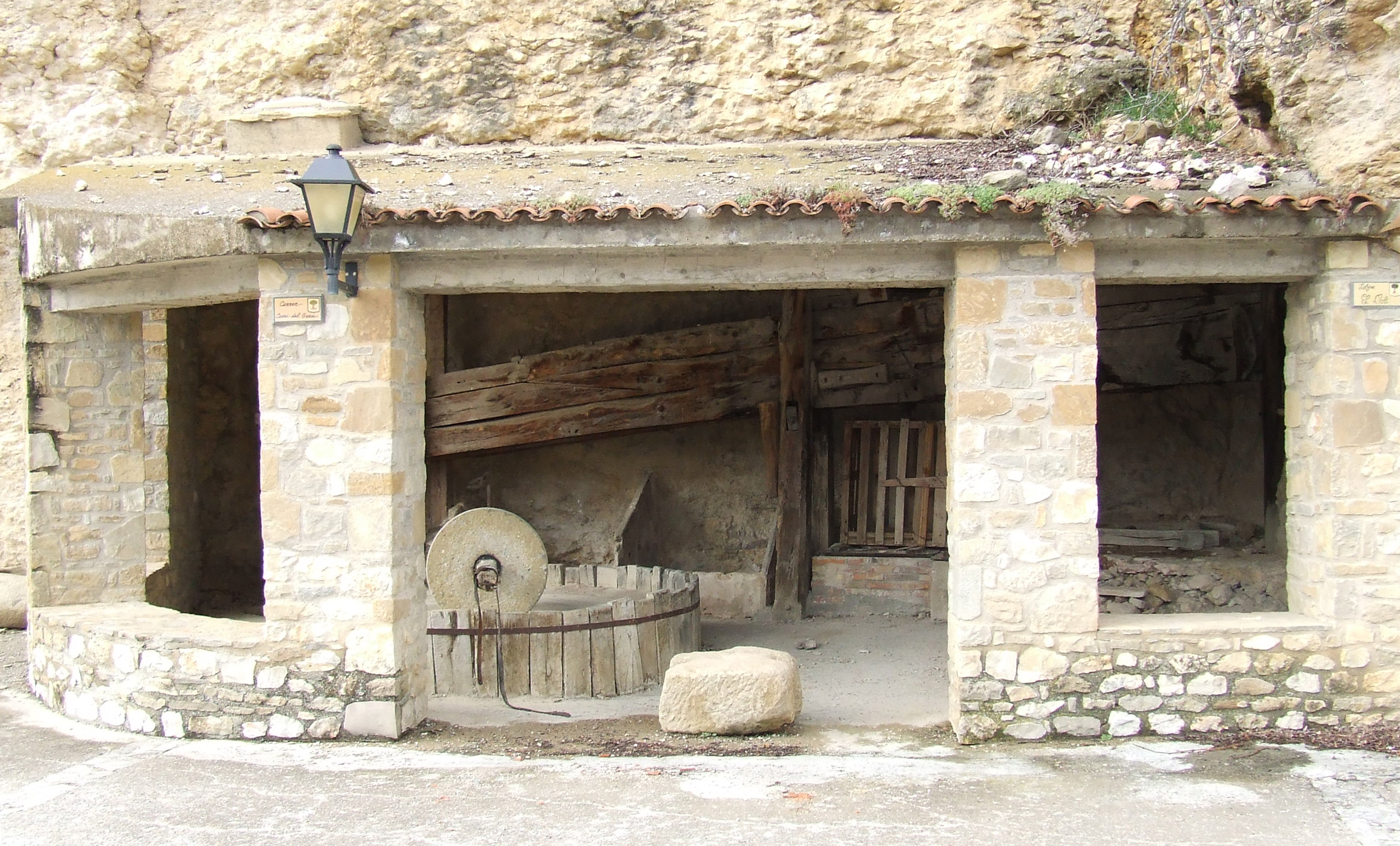
El molí d'Alzina

Roman dempeus el molí d'oli d'Alzina, que s'intenta convertir en museu.
Prop del poble, al lloc anomenat el Castellot hi ha set tombes medievals excavades a la pedra, que el llegendari popular atribueix a un comte i els seus vassalls, morts en combat en aquell lloc. Possiblement relacionat amb aquest indret, se sap de l'existència del Castell d'Alzina, donat el 1099 pel comte Pere I de Pallars Jussà al monestir de Mur. El 1194 Bernat de Mur en lliurava el domini a Alfons I, el qual li tornà a infeudar. El 1205, però, consta com a senyor del castell el paborde de Mur, Bertran de la Clusa, que l'havia comprat a Acard de Mur, senyor de Mur.
Fins al 1632 consta encara en possessió de la Pabordia de Mur, al costat de Moror, fins que el 1831 n'és titular del duc d'Híxar.
Pascual Madoz dedica un article del seu Diccionario geográfico... a Alsina. Diu que està situat en el costerut pendent d'una muntanya que resguarda el poble dels vents de ponent; el clima és bastant saludable. Té 21 cases de dos pisos, però de mezquina fábrica i poca comoditat, que es distribueixen en carrers de fort pendent i sense empedrar. Hi cita 13 veïns (caps de família) i 67 ànimes (habitants). Fa constar que la Festa Major se celebra el 14 de setembre.
També informa que el terreny és muntanyós, cobert de roques calcàries i abundós en zones rocoses; és àrid i poc productiu. Diu que els veïns d'Alzina rompen els boscos per poder llaurar uns quants anys el tros romput, que després abandonen per fer-ho en un altre lloc. Valora que aquest fet no és gaire productiu, llevat per a l'obtenció de llenya i carbó, malgrat l'esforç dels alzinencs.

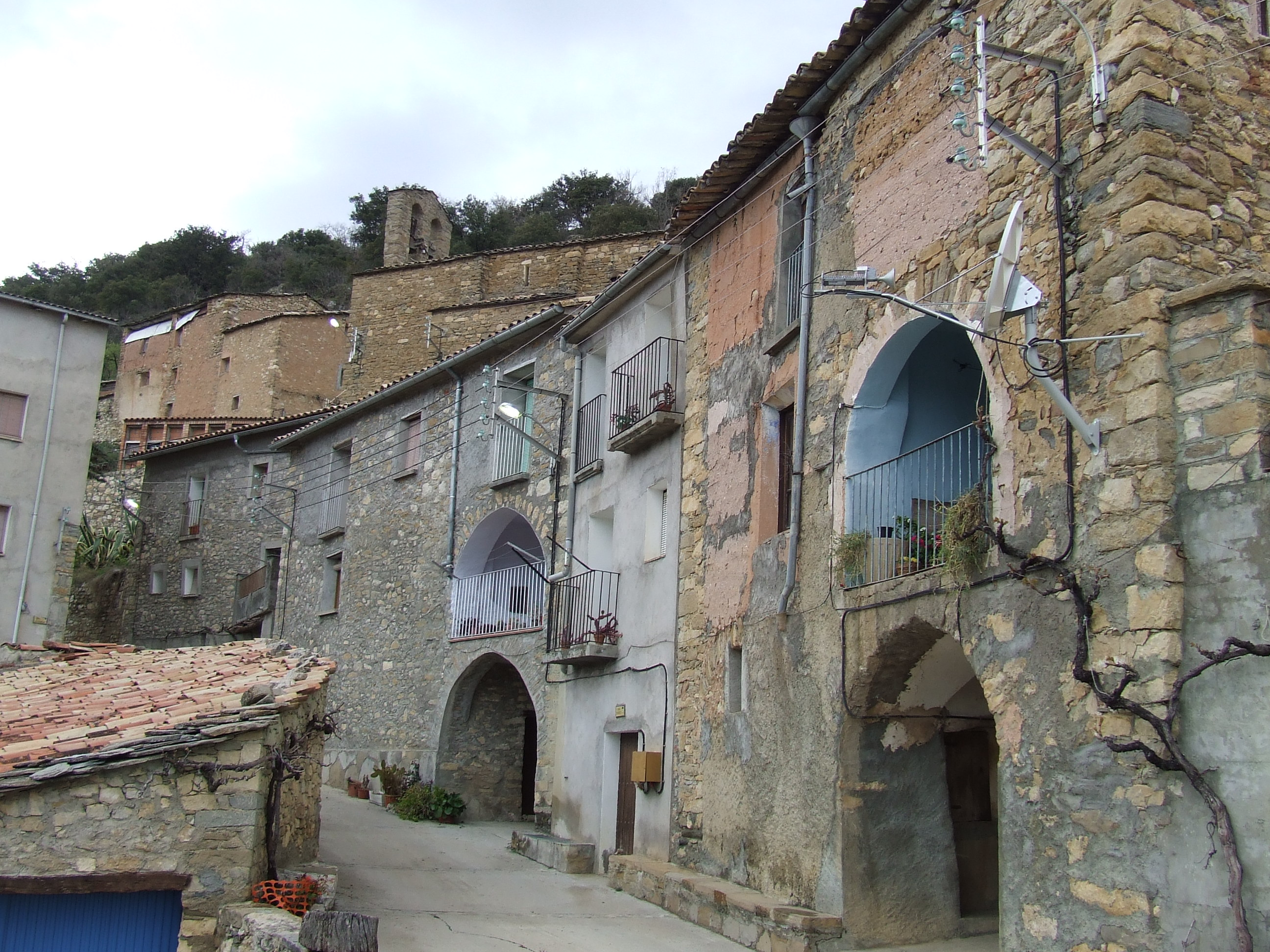
Carrer principal del poble